# الراصد الفلسطيني
عبد السلام حايك
عبد السلام فؤاد عبد السلام حايك (من مواليد 7 تموز 1979) هو سياسي فلسطيني, مُتحدث, ومعلم لغة عربية حاصل على درجة البكالوريس في أساليب اللغة العربية وادابها, شغل منصب رئيس مجلس قروي زيتا جماعين قضاء نابلس, عضو لجنة الإصلاح في البلدة.
منصاته الشخصية:
فيسبوك